# Technos
Technos TV es uno de los principales programas de televisión sobre  Noticias de Tecnología de consumo, Gadgets, computadoras, teléfonos, tabletas y Social Media en Venezuela. Producido y conducido por Hugo Maldonado este espacio se transmite desde 2008 en la señal de Promar Televisión y Circuito TVR para Venezuela e internacionalmente a países de Latinoamérica y sur de USA gracias a la conexión satelital de DirecTV.

## Inicios
Technos dio sus primeros pasos como programa de curiosidades tecnológicas con un formato de 27 minutos en 3 bloques para Promar Televisión bajo la imagen de Producción Independiente y orientación de la Gerencia de Producción de Promar TV a cargo de Roberto Negrinho. Con el paso del tiempo fue adoptando la estructura de un programa de noticias y entrevistas relacionadas con la tecnología. A partir del año 2011 Hugo Maldonado por medio de las cuentas del programa en redes social (@TechnosTV en Twitter y Technos TV en Facebook) agrega una de las secciones más asistidas del programa, la Sección Interactiva, donde se aconseja a los televidentes sobre sus decisiones de compra y sus dudas en cuanto al manejo de Hardware y Software.

## Technos en la Red
Technos también se convirtió en página web a partir del año 2009, un espacio para conocer las últimas noticias de tecnología y lanzamientos de gadgets y como canal en línea para la visualización de Technos TV en formato digital.

## Technos en la Radio
En 2009 nace Technos Radio, programa de 2 horas de duración bajo la locución y producción de Hugo Maldonado, asistencia de Joe Alvarado, Dirección de José Agustín Boada y Gerencia de Producción de Juan Andrés Peñalver. Durante casi 2 años Technos Radio se mantuvo al aire todos los sábados de 3:00 p. m. a 5:00 p. m.. informando sobre los adelantos tecnológicos en diversos ámbitos y entrevistando a especialistas en Internet, Hardware y Software, además de manejar un corte musical alternativo identidad de jóvenes contemporáneos de la ciudad de Barquisimeto. Edo Lara, Venezuela.

## Technos en México
El programa durante el año 2011 y 2012 se transmitió a manera de cápsula informativa en TV Nuevo León, planta televisiva pública del Gobierno del Estado de Nuevo León, México, llevando a los habitantes de Monterrey y municipios del estado las últimas novedades de la tecnología comercial mediante narrativas ágiles y concisas. 

## Dónde ver Technos TV
En la actualidad Technos TV ha tornado el 100% de sus contenidos a canales digitales como Youtube.com, obteniendo resultados realmente positivos al llegar a públicos de otras latitudes gracias a las cápsulas que ofrecen consejos sobre aplicaciones, dispositivos, software, entre otros. 